# 佐々木瑶子
佐々木 瑶子（ささき ようこ、1975年1月2日 - ）は、日本の女優、声優である。茨城県出身。佐々木 庸子から改名した。

## 略歴
専門学校東京アナウンス学院放送演劇科、NHKアクターズプロモーション出身。
以前は東京都俳優生活協同組合（俳協）に所属していた。'

## 人物
趣味は陸上競技、ハンドボール、水泳。特技はピアノ。声種はメゾソプラノ。
好物はトウモロコシ、カレーなどの辛い食べもの。嫌いな物はトマトジュース。
免許・資格は普通自動車。

## 出演
太字はメインキャラクター。

### テレビドラマ
- ウォーターボーイズ[注 1]
- 火曜サスペンス
  - 失われた時間
  - 絆
  - 当番弁護士3
  - 殺人捜査
- 交通刑務所 刑務官2
- Dr.コトー診療所
- 緋の稜線
- 向田邦子ドラマスペシャル かわうそ、黄落、うしろの百太郎
- 世にも奇妙な物語（アナウンサー）

### テレビアニメ
1995年
- ストリートファイターII V（キャミィ）
- 飛べ!イサミ（高木はるか、カナタ）

1998年
- おじゃる丸（イモムシ、アゲハ、主婦）
- スーパードール★リカちゃん（香山織江）
- タッチ シリーズ（1998年 - 2001年、マキ、ジェーン）- 2シリーズ

1999年
- ごぞんじ!月光仮面くん（ナオトの母）
- ∀ガンダム（母親）
- メダロット（真澄先生）

2000年
- 真・女神転生デビチル（2000年 - 2001年、ススムの母親、トオルの母）
- 陽だまりの樹（海香、おりん、お悠、お品の叔母 他）
- 六門天外モンコレナイト（ウォーター・エレメンタル）

2001年
- 犬夜叉（村の女）
- 学園戦記ムリョウ（磯崎公美）
- 格闘料理伝説ビストロレシピ（妖艶のチューニャン）
- キャプテン翼（2001年 - 2002年、翼の母）
- ココロ図書館（岡嶋みどり）
- Z.O.E Dolores, i（アナウンサー、オペレーター）
- 逮捕しちゃうぞ SECOND SEASON（カーナビ）

2002年
- 朝霧の巫女（浦波雪絵）

2003年
- ストラトス・フォー（中村修平）
- トキ この地球（ほし）の未来を見つめて（子供1、女官1、与吉、志保、女、雪絵）

2004年
- アガサ・クリスティーの名探偵ポワロとマープル（ドゥボロー夫人、ダイアナ 他）
- こちら葛飾区亀有公園前派出所（本田伊歩〈3代目〉）
- ビューティフル ジョー（母親）

2006年
- しにがみのバラッド。（桜の母）

2007年
- 彩雲国物語（2007年 - 2008年、柴凛）- 2シリーズ
- しゅごキャラ!（オリエ）

2008年
- TYTANIA -タイタニア-（テリーザ・タイタニア）

### OVA
1997年
- AIKa（青デルモ〈ウエイトレス〉）

2000年
- 炎のらびりんす（葵心花）

2003年
- アーリーレインズ（ジャネット・ミラー）
- 羊のうた（江田夏子）

### 劇場アニメ
1994年
- ストリートファイターII MOVIE（キャミィ）

1999年
- スーパードール★リカちゃん リカちゃん絶体絶命!ドールナイツの奇跡（香山織江）

2000年
- 機動戦士ガンダムIII めぐりあい宇宙編 特別版（女性たち）

2005年
- あらしのよるに（メイの母）

### ゲーム
1997年
- Queens Road（シルヴィア・ダイナレス）
- クロス・ロマンス 恋と麻雀と花札と（アイリーン・ハリス）

2000年
- ブリガンダイン グランドエディション（ヴィクトリア、ファテシア、ローフォールの母）

2001年
- Love Songs アイドルがクラスメ〜ト（天城未優）

2004年
- michigan（カーリー・レイス）

2005年
- 喧嘩番長（浅岡早紀、坂口春）

2006年
- 幻想水滸伝V（ハスワール、キサラ、スバル）

2007年
- 喧嘩番長2 フルスロットル（斉藤直美）

### 吹き替え
- I love ペッカー（レッド）
- アルナーチャラム 踊るスーパースター（ナンディニ〈ランバー〉）
- タイムトラベラー きのうから来た恋人（ヘザー〈メアリー・アン・ハーマンソン〉）
- リーサル・ウェポン テレビ朝日版

### ドラマCD
- アニメ店長 最白-トレブラン-（秘書）
- 太陽の少女インカちゃん（千々華架子）

### 特撮
2004年
- ウルトラQ dark fantasy（TVキャスターの声）

2007年
- ULTRASEVEN X